# Élections générales des Palaos de 2008
Les élections générales des Palaos ont lieu dans des Palaos le 4 novembre 2008 pour élire le président et les membres du Congrès national. L'élection présidentielle est remportée par Johnson Toribiong. Le président sortant Tommy Remengesau n'étant pas éligible car ayant déjà effectué les deux mandats consécutifs autorisés par la constitution a pour sa part annoncé qu'il briguerait un siège au Sénat. 
Il s'agit de la première élection aux Palaos au cours de laquelle les candidats à la présidentielle se présent avec un candidat déclaré à la vice-présidence. Lors des élections précédentes, le président et les vice-présidents avaient été élus séparément, et les vainqueurs de ces élections faisaient partie d'une « équipe dirigeante nationale ».

## Candidats présidentiels
Des élections primaires ont lieu le 23 septembre, les deux candidats élus peuvent ainsi continuer aux élections générales de novembre. Quatre candidats sont inscrits pour les élections primaires :
- Elias Camsek Chin : Le vice-président sortant cherchant une ascension à la présidence des Palaos, avec pour  colistier le sénateur Alan R. Seid[1].
- Johnson Toribiong : L'actuel ambassadeur de la République de Chine (Taïwan), candidat avec le délégué Kerai Mariur[1].
- Surangel S. Whipps : Président du Sénat et son colistier Billy Kuartei est le chef de cabinet du président Remengesau[1].
- Joshua Koshiba : Sénateur dont le colistier est le gouverneur de Peleliu Jackson Ngiraingas[1].

## Campagne
Les quatre candidats et leurs colistiers organisent des rassemblements dans l'ensemble des Palaos. Des campagnes ont également lieu dans les communautés palaosiennes d'outre-mer aux États-Unis, à Hawaï, à Guam et dans les îles Mariannes du Nord.
Un total de 43 candidats se présentent pour les treize sièges du Sénat, tandis que 44 candidats concourent pour les seize sièges de la Chambre des délégués. Un nombre record de dix femmes sont dans la compétition pour des sièges du Sénat et de la Chambre des délégués, dont sept en lice pour la course au Sénat.

## Résultats

### Président
Elias Chin et Johnson Toribiong remportent les deux premières places aux élections primaires. Il s'affrontent ainsi tous deux lors des élections législatives. Au début des résultats préliminaires, Toribiong détient une avance de 130 voix, avec 1 629 voix contre 1 499 pour Chin. Toribiong et son colistier, Kerai Mariur, sont déclarés vainqueurs des élections le 7 novembre. Il a été rapporté que Toribiong avait reçu un appel téléphonique de concession du vice-président Chin.
|                          |                          |                          | Premier tour | Premier tour | Second tour | Second tour |
| ------------------------ | ------------------------ | ------------------------ | ------------ | ------------ | ----------- | ----------- |
| Inscrits                 | Inscrits                 | Inscrits                 | 14 289       |              | 14 289      |             |
| Abstentions              | Abstentions              | Abstentions              | 4 994        | 34,95 %      | 3 820       | 26,73 %     |
| Votants                  | Votants                  | Votants                  | 9 295        | 65,05 %      | 10 469      | 73,27 %     |
|                          |                          |                          |              |              |             |             |
| Bulletins enregistrés    | Bulletins enregistrés    | Bulletins enregistrés    | 9 295        |              | 10 469      |             |
| Bulletins blancs ou nuls | Bulletins blancs ou nuls | Bulletins blancs ou nuls | 107          | 1,15 %       | 601         | 5,74 %      |
| Suffrages exprimés       | Suffrages exprimés       | Suffrages exprimés       | 9 188        | 98,85 %      | 9 868       | 94,26 %     |
|                          |                          |                          |              |              |             |             |
|                          | Candidat                 | Parti                    | Suffrages    | Pourcentage  | Suffrages   | Pourcentage |
|                          | Elias Camsek Chin        | -                        | 3 027        | 32,95 %      | 4 828       | 48,93 %     |
|                          | Johnson Toribiong        | -                        | 2 526        | 27,49 %      | 5 040       | 51,07 %     |
|                          | Surangel Whipps Jr.      | -                        | 2 248        | 24,47 %      |             |             |
|                          | Joshua Koshiba           | -                        | 1 387        | 15,1 %       |             |             |

### Sénat
Surangel Whipps Jr. est entré dans l'histoire en devenant le premier sénateur à gagner par écrit. Il surpasse largement tous les autres sénateurs avec une victoire de 65,2 % des votes. Il s'agit du plus haut score depuis la victoire de son père qui l'avait emporté avec 73,5 % des votes.
| Inscrits                 | Inscrits                 | Inscrits                 | 14 289    |             |                      |                      |
| Abstentions              | Abstentions              | Abstentions              | 3 820     | 26,73 %     |                      |                      |
| Votants                  | Votants                  | Votants                  | 10 469    | 73,27 %     |                      |                      |
|                          |                          |                          |           |             |                      |                      |
| Bulletins enregistrés    | Bulletins enregistrés    | Bulletins enregistrés    | 10 469    |             |                      |                      |
| Bulletins blancs ou nuls | Bulletins blancs ou nuls | Bulletins blancs ou nuls | 10 469    | 100 %       |                      |                      |
| Suffrages exprimés       | Suffrages exprimés       | Suffrages exprimés       | 0         | 0 %         | 13 sièges à pourvoir | 13 sièges à pourvoir |
|                          |                          |                          |           |             |                      |                      |
| Liste                    | Tête de liste            |                          | Suffrages | Pourcentage | Sièges acquis        | Var.                 |
| Total                    | -                        |                          |           |             | 13 / 13              |                      |

- Note : 
  - Chaque votant peut faire autant de vote que le nombre de sénateurs possible. Ainsi, 131 372 votes ont été enregistrés, dont 9 378 bulletins blancs ou nuls pour un total de 121 994 Suffrages exprimés[5].

#### Membres élus
1. Surangel Whipps Jr. (6 461)
2. Raynold "Arnold" Oilouch (6 073)
3. Mlib Tmetuchel (5 360)
4. Joël Toribiong (5 086)
5. Katharine Kesolei (4 947)
6. Mark U. Rudimch (4 891)
7. Hokkons Baules (4,437)
8. Adalbert Eledui (3 934)
9. Régina Mesebeluu (3 731)
10. Alfonso N. Diaz (3 603)
11. Tommy E. Remengesau Jr. (3 579)
12. Régis Akitaya (3 144)
13. Paul Ueki (3 044)

### Chambre des délégués
| Inscrits                 | Inscrits                 | Inscrits                 | 14 289    |             |                      |                      |
| Abstentions              | Abstentions              | Abstentions              | 8 193     | 57,34 %     |                      |                      |
| Votants                  | Votants                  | Votants                  | 6 096     | 42,66 %     |                      |                      |
|                          |                          |                          |           |             |                      |                      |
| Bulletins enregistrés    | Bulletins enregistrés    | Bulletins enregistrés    | 6 096     |             |                      |                      |
| Bulletins blancs ou nuls | Bulletins blancs ou nuls | Bulletins blancs ou nuls | 243       | 3,99 %      |                      |                      |
| Suffrages exprimés       | Suffrages exprimés       | Suffrages exprimés       | 5 853     | 96,01 %     | 16 sièges à pourvoir | 16 sièges à pourvoir |
|                          |                          |                          |           |             |                      |                      |
| Liste                    | Tête de liste            |                          | Suffrages | Pourcentage | Sièges acquis        | Var.                 |
| Independents             | Néant                    |                          | 5 853     | 100 %       | 16 / 16              |                      |

#### Membres élus
| Circonscription électorale | Membre élu           |
| -------------------------- | -------------------- |
| Koror                      | Alexandre Merep      |
| Airai                      | Tmewang Rengulbai    |
| Kayangel                   | Noé Kemesong         |
| Ngarchelong                | Marhence Madrangchar |
| Ngaraard                   | Gibson Kanai         |
| Ngiwal                     | Noé Idechong         |
| Melekeok                   | Lencer Basilius      |
| Ngchesar                   | Secilil Eldebechel   |
| Ngardmau                   | Rebloud Kesolei      |
| Ngaremlengui               | Swenny Ongidobel     |
| Ngatpang                   | Jerry Nabeyama       |
| Aimeliik                   | Kalistus Ngirturong  |
| Peleliu                    | Jonathan Iséchal     |
| Angaur                     | Horace Rafaël        |
| Sonsorol                   | Célestine Yangilmau  |
| Hatohobei                  | Wayne Andrew         |